# الجوسا زورغا
الجوسا زورغا (مواليد 25 فبراير 1947) هو لاعب كرة سلة سلوفيني سابق، لعب مع يوغوسلافيا في دورة الألعاب الأولمبية الصيفية لعام 1968.  
تم إدخال الجوسا زورغا في قاعة مشاهير الرياضيين السلوفينيين ، في عام 2012.

## روابط خارجية
- الجوسا زورغا على موقع IMDb (الإنجليزية)
- الجوسا زورغا على موقع الاتحاد الدولي لكرة السلة (الإنجليزية)
- الجوسا زورغا على موقع سبورتس رفرنس (الإنجليزية)
- الجوسا زورغا على موقع أوليمبيديا (الإنجليزية)